# (6971) Omogokei
(6971) Omogokei (1992 CT) – planetoida z pasa głównego asteroid okrążająca Słońce w ciągu 4,77 lat w średniej odległości 2,83 j.a. Odkryta 8 lutego 1992 roku.